# Marcillac-Vallon
Marcillac-Vallon è un comune francese di 1 727 abitanti situato nel dipartimento dell'Aveyron nella regione dell'Occitania.

## Società

### Evoluzione demografica
Abitanti censiti